# I Am Not a Human Being
I Am Not a Human Being é o oitavo álbum de estúdio do rapper Lil Wayne, lançado digitalmente em 27 de setembro de 2010 e fisicamente em 12 de outubro de mesmo ano. 
O álbum debutou na segunda posição da Billboard 200, com base apenas na suas primeira semana de vendas digitais, 110 mil. Após o lançamento físico, chegou ao topo da parada, com 125 mil cópias vendidas, sendo o segundo álbum o rapper a obter a posição e o oitavo a alcançar o top 10. I Am Not a Human Being recebeu resenhas geralmente positivas dos críticos musicais, segundo o Metacritic, que se baseou em 14 críticas recolhidas. O disco vendeu pouco mais de 1,5 milhão nos Estados Unidos e mais de 3,0 milhões no resto do mundo

## Faixas
| Edição digital padrão |                                              |                                   |         |  |
| N.º                   | Título                                       | Produtor(es)                      | Duração |  |
| 1.                    | "Gonorrhea" (feat. Drake)                    | Kane Beatz                        | 4:22    |  |
| 2.                    | "Hold Up" (feat. T-Streets)                  | The Olympicks                     | 4:11    |  |
| 3.                    | "With You" (feat. Drake)                     | StreetRunner                      | 3:49    |  |
| 4.                    | "I Am Not a Human Being"                     | DJ Infamous, Andrew "Drew" Correa | 4:05    |  |
| 5.                    | "I'm Single"                                 | Noah "40" Shebib, Omen            | 5:33    |  |
| 6.                    | "What's Wrong With Them" (feat. Nicki Minaj) | DVLP de The Machine Room          | 3:31    |  |
| 7.                    | "Right Above It" (feat. Drake)               | Kane Beatz                        | 4:32    |  |
| 8.                    | "Popular" (feat. Lil Twist)                  | Cool & Dre                        | 4:40    |  |
| 9.                    | "That Ain't Me" (feat. Jay Sean)             | StreetRunner                      | 4:03    |  |
| 10.                   | "Bill Gates"                                 | Boi-1da, Matthew Burnett          | 4:19    |  |

| Faixas bônus da edição física padrão |                                                                                  |                        |         |  |
| N.º                                  | Título                                                                           | Produtor(es)           | Duração |  |
| 11.                                  | "YM Banger" (feat. Gudda Gudda, Jae Millz e Tyga)                                | Mike Banger            | 3:55    |  |
| 12.                                  | "YM Salute" (feat. Lil Twist, Lil Chuckee, Gudda Gudda, Jae Millz e Nicki Minaj) | Mr. Pyro, Polow da Don | 5:14    |  |
| 13.                                  | "I Don't Like the Look of It" (feat. Gudda Gudda)                                | Jahlil Beats           | 3:18    |  |

## Paradas musicais
| Parada (2010)                  | Melhor posição |
| ------------------------------ | -------------- |
| Reino Unido (UK Albums Chart)  | 56             |
| Suíça (Swiss Albums Chart)     | 46             |
| Estados Unidos (Billboard 200) | 1              |